# Стратегическая разведка
Стратегическая разведка — разведывательная деятельность с целью получения информации о стратегическом потенциале и стратегических намерениях разведываемого государства, организации или иной социальной общности, влияющей на выработку стратегии.
Является высшей формой разведывательной деятельности, от эффективности которой зависит жизнеспособность государства или организации, которые её осуществляют. Осуществляет постановку разведывательной цели и задач стратегического уровня, ищет, добывает и обрабатывает полученную информацию, опуская несущественные и выявляя важнейшие или стратегические её компоненты и предоставляет полученный результат высшему политическому и военному руководству государства или организации.
Понятие «стратегическая разведка» сформировалось окончательно в первой половине XIX в., когда немецкий военный мыслитель и теоретик Карл Клаузевиц в своём труде «О войне» вполне чётко определил такие понятия, как «стратегия» и «война». Стало ясно, что для успешного планирования войны как нападения и обороны необходима разведка, способная добывать сведения стратегического значения для высшего политического и военного руководства государства. Сама же стратегическая разведка как вид экономической, политической, дипломатической и военной разведывательной деятельности несомненно существовала всегда в том или ином виде одновременно с существованием первых государств, обслуживая их естественные стратегические потребности.

## Социальные сферы, где осуществляется стратегическая разведка
- социум
- экономика
- политика
- дипломатия
- религия
- наука
- образование
- средства массовой информации
- коммуникации
- стратегическая география
- идеологическая сфера
- законодательная и исполнительная власть
- военная сфера

## Области геопространства, где осуществляется стратегическая разведка
Осуществляется:
- в воздухе
- на земле
- под землей
- в акватории Мирового океана
- под водой
- в околоземном космическом пространстве

## Виды стратегической разведки
- Закрытая разведка
- Дипломатическая разведка
- Национальная внешняя разведка
- Военная оперативная и стратегическая разведка
- Бизнес-стратегическая разведка
- Негосударственная стратегическая разведка

## Особые виды национальной стратегической разведки
- Система предупреждения о ракетном нападении, Вооружённые силы Российской Федерации.
- Система контроля космического пространства, Вооружённые силы Российской Федерации.
- Стратегическая морская система воздушной разведки и наблюдения Военно-морских сил Соединенных Штатов Америки